# Shin Jea-hwan
Shin Jea-hwan (신 재환?, Sin Jae-hwanLR, Sin Chae-hwanMR; Seul, 3 marzo 1998) è un ginnasta sudcoreano, campione olimpico nel volteggio a Tokyo 2020.

## Palmarès
- Giochi olimpici

Tokyo 2020: oro nel volteggio;